# Ульяновский государственный университет
Ульяновский государственный университет — высшее учебное заведение в г. Ульяновске. В апреле 2017 года стал одним из региональных опорных университетов.

## История
Ульяновский государственный университет является самым молодым вузом Ульяновска. Его история началась в феврале 1988 года с принятия Постановления Совета Министров СССР об открытии в Ульяновске первого в истории филиала МГУ им. Ломоносова. В том же году к занятиям приступили 200 студентов механико-математического и экономического факультетов.

Важным этапом в развитии нового высшего учебного заведения классического типа стал 1995 год. 17 декабря Указом Президента РФ Б. Н. Ельцина филиал МГУ им. М. В. Ломоносова в г. Ульяновске был преобразован в Ульяновский государственный университет .
В апреле 2017 года Ульяновский государственный университет одержал победу в конкурсе Министерства образования и науки РФ и получил статус Опорного вуза Ульяновской области, а в декабре 2017 г. на межвузовском форуме «Опорные университеты — драйверы развития регионов» Ульяновский государственный университет вошёл в число победителей федерального конкурсного отбора в рамках приоритетного проекта «Вузы как центры пространства создания инноваций» и получил статус Университетского центра инновационного, технологического и социального развития региона.

## Рейтинги
Национальный рейтинг университетов
| 2010 г.         | 2011 г.          | 2012 г.         | 2013 г.          | 2014 г.     | 2015 г.     | 2016 г.     | 2017 г.     | 2018 г.        |
| 29 — 31 (из 51) | 60 — 63 (из 104) | 50 — 51 (из 56) | 61 — 64 (из 105) | 80 (из 161) | 74 (из 209) | 88 (из 238) | 79 (из 264) | 93-94 (из 288) |

Позиции УлГУ в мировом рейтинге «Webometrics» в 2013—2018 гг.
| Год, месяц | Год, месяц  | Вузы РФ      | Вузы БРИКС    | Вузы мира       |
| 2013       | 1 полугодие | 45 (из 987)  | ‑             | 2114 (из 20743) |
| 2013       | 2 полугодие | 21 (из 1188) | ‑             | 2083 (из 21451) |
| 2014       | 1 полугодие | 37 (из 1197) | ‑             | 2364 (из 22100) |
| 2014       | 2 полугодие | 61 (из 1113) | ‑             | 2912 (из 21928) |
| 2015       | 1 полугодие | 65 (из 1530) | ‑             | 3109 (из 23833) |
| 2015       | 2 полугодие | 74 (из 1484) | ‑             | 3845 (из 23693) |
| 2016       | 1 полугодие | 60 (из 1417) | 545 (из 7173) | 3310 (из 23892) |
| 2016       | 2 полугодие | 30 (из 1351) | 484 (из 9353) | 2879 (из 26299) |
| 2017       | 1 полугодие | 35 (из 1307) | 562 (из 9251) | 2952 (из 26146) |
| 2017       | 2 полугодие | 43 (из 1223) | -             | 3084 (из 26772) |
| 2018       | 1 полугодие | 46 (из 1997) | 614 (из 8814) | 3099 (из 26816) |

Позиции УлГУ в мировом рейтинге «Global World Communicator (GWC). Education and Science» в 2014—2017 гг.
| Год  | Вузы РФ | Вузы мира | Уровень рейтинга |
| 2014 | 6       | 324       | ‑                |
| 2015 | 21      | 469       | b- /b /b-        |
| 2016 | 17      | 486       | b- /b /b-        |
| 2017 | 10      | 273       | b /a- /b-        |

- В июле 2018-го УлГУ занял лидирующие позиции в мировом рейтинге U-Multirank, которые подводит Центр по развитию высшего образования Германии и Центр по изучению политики в сфере высшего образования Нидерландов.[источник не указан 288 дней]

## Структура
6 институтов:
- Институт экономики и бизнеса:
  - Факультет управления;
  - Факультет экономики;
  - Бизнес-факультет;
- Институт медицины, экологии и физической культуры:
  - Медицинский факультет[2];
  - Факультет физической культуры и реабилитации;
  - Экологический факультет;
  - Факультет последипломного медицинского и фармацевтического образования;
  - Медицинский колледж;
  - Отдел учебно-исследовательской работы;
  - Региональный центр телемедицины;
  - Стоматологическая клиника;
  - Центр содействия укреплению здоровья;
  - Учебный спортивно-оздоровительный центр;
  - Естественнонаучный музей;
  - Отдел информационных технологий;
- Институт международных отношений:
  - Факультет лингвистики и международного сотрудничества;
  - Факультет иностранных языков и профессиональной коммуникации;
  - Российско-Американский факультет;
  - Российско-Германский факультет;
  - Международный лингвистический центр INTERLINGUA;
- Институт дополнительного образования;
- Научно-исследовательский технологический институт;
- Корпоративный институт высоких технологий в автомобилестроении;

8 независимых факультетов:
- Факультет математики, информационных и авиационных технологий;
- Инженерно-физический факультет высоких технологий;
- Юридический факультет;
- Факультет гуманитарных наук и социальных технологий;
- Факультет культуры и искусства;
- Факультет трансферных специальностей;
- Факультет повышения квалификации преподавателей;
- Заволжский экономико-гуманитарный факультет;

Структура среднего профессионального образования:
- Медицинский колледж имени А. Л. Поленова[3];
- Музыкальное училище им. Г. И. Шадриной;
- Автомеханический техникум[4];
- Современный открытый колледж «СОКОЛ»;

- Музыкальное училище им. Г. И. Шадриной.
- Автомеханический техникум.

Филиалы:
- Инзенский филиал УлГУ

Представительство:
- Новоспасское представительство УлГУ

Центры:
- Научно-образовательный центр в области философских наук
- Центр нефтегазового образования
- Образовательно-информационный Центр федеральной компьютерной сети RUNNet
- Научно-образовательный Центр в области психологии и педагогики
- Центр социально-правовой помощи населению. Правовая клиника
- Центр психолого-педагогической реабилитации и коррекции несовершеннолетних, злоупотребляющих наркотиками и иными психоактивными веществами
- Центр довузовской подготовки
- Центр нанотехнологий и материалов
- Научно-исследовательский центр CALS-технологий
- Научно-образовательный центр радиационных технологий
  - Лаборатория моделирования поведения неорганических материалов
- Центр коллективного пользования
- Центр Интернет-образования
  - Школа мультимедиа-технологий
- Научно-исследовательский центр «Устная история науки»

Источник — официальный сайт УлГУ ulsu.ru.

## Ректоры
- Полянсков, Юрий Вячеславович (1988—2006);
- Костишко, Борис Михайлович (с 2006).

## Университет в филателии
- В 1990 году Министерство связи СССР выпустило ХМК — «Ульяновск. Филиал МГУ»[5].

## Галерея
- Главное здание УлГУ.
- Площадь Европы и аллея Городов-побратимов.
- Университетская аллея.
- Здание УлГУ.
- Здание Ульяновского государственного университета.
- ХМК СССР, 1990 г. Ульяновский филиал московского университета имени М. В. Ломоносова.